# Спортивная гимнастика на летних Олимпийских играх 1960 — бревно (женщины)
Результаты женских соревнований по спортивной гимнастике на бревне — одной из шести дисциплин в спортивной гимнастике на 17-х летних Олимпийских играх 1960 года в Риме.
До 1996 г. участники чемпионатов мира и Олимпийских игр должны были выполнять обязательные упражнения, составленные Международной федерацией гимнастики (ФИЖ) и произвольные (составленные самими спортсменами с соблюдением определённых требований к трудности) упражнения. После 1996 года обязательные упражнения были отменены, и гимнасты стали исполнять на всех соревнованиях только произвольные упражнения.

## Программа
| Дата            | Название     | Упражнения              |
| --------------- | ------------ | ----------------------- |
| 6 сентября 1960 | Квалификация | Обязательные упражнения |
| 8 сентября 1960 | Квалификация | Произвольные упражнения |
| 9 сентября 1960 | Финал        | Лучшие 6 участниц       |

## Результаты

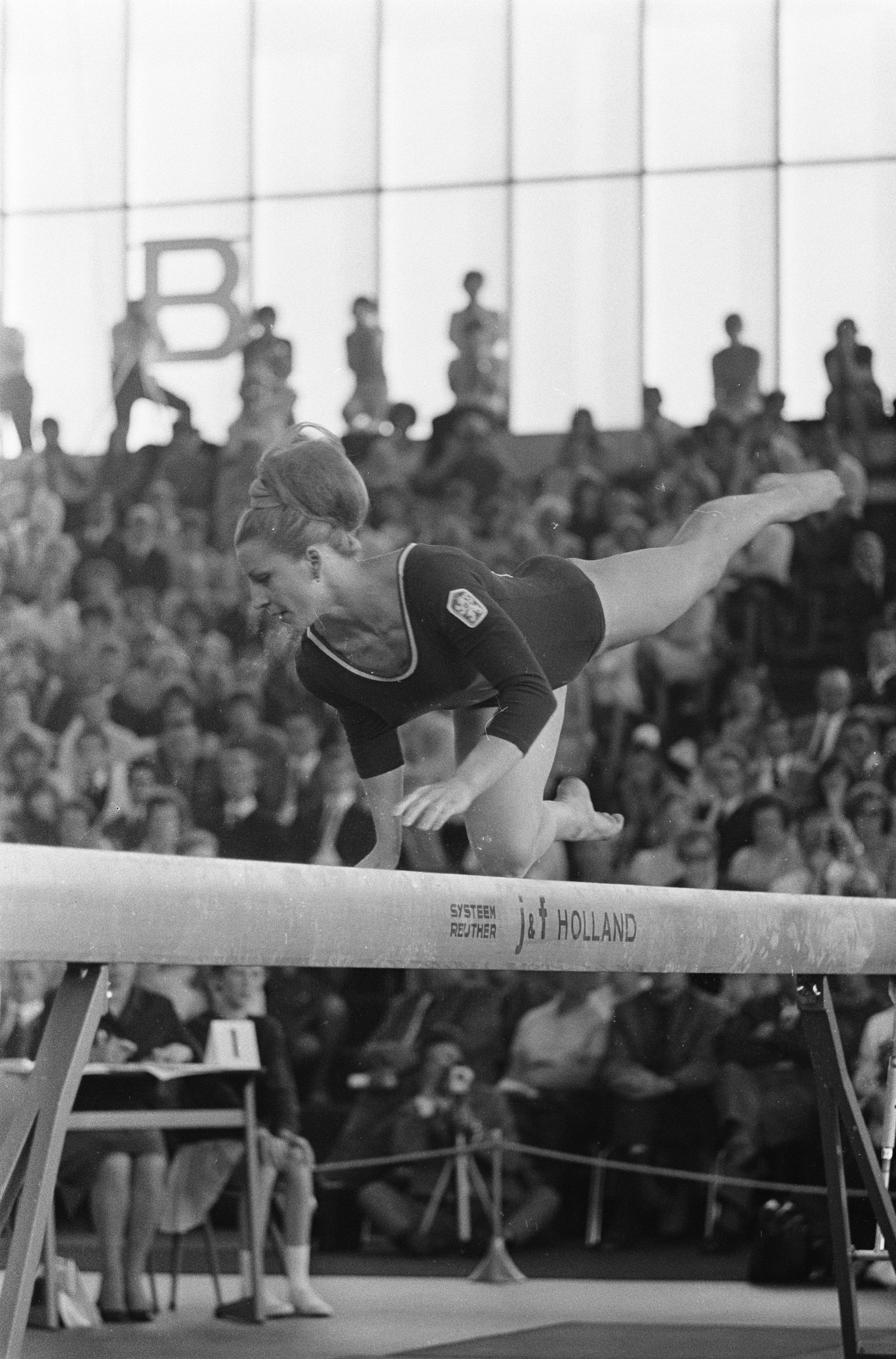
Выступление Веры Чаславски на бревне

### Квалификация
В соревнованиях с обязательными и произвольными упражнениями принимало участие сто двадцать четыре гимнастки. Шесть из них вышли в финал.

### Финал
| Место | Гимнастка                     | C & V/2 | Финал | Сумма  |
| ----- | ----------------------------- | ------- | ----- | ------ |
|       | Eва Босакова (Чехословакия)   | 9.583   | 9.700 | 19.283 |
|       | Лариса Латынина (СССР)        | 9.533   | 9.700 | 19.233 |
|       | Софья Муратова (СССР)         | 9.566   | 9.666 | 19.232 |
| 4     | Maргарита Николаева (СССР)    | 9.483   | 9.700 | 19.183 |
| 5     | Keйко Танака-Икеда (Япония)   | 9.466   | 9.666 | 19.132 |
| 6     | Вера Чаславска (Чехословакия) | 9.383   | 9.700 | 19.083 |

- C & V/2 — (упражнения обязательные + произвольные)/2